# 襄城郡 (治武阳县)
襄城郡，中国南北朝时设置的郡。
北魏设置襄城郡，治所在武阳县（今河南西平县西南）。辖境相当今河南省西平县、遂平县各一部分，属豫州。下辖武阳县、遂宁县、义绥县。北齐改襄城郡为文城郡。